# Thomas Brodie-Sangster
Thomas Brodie-Sangster (Thomas Sangster néven is ismert) (London, Nagy-Britannia, 1990. május 16. –) angol színész, zenész. 
Híres szerepe volt a Trónok harca című fantasysorozatban Jojen Reed. A Phineas és Ferb című animációs sorozatban Ferb Fletcher eredeti hangját kölcsönözte. Emlékezetesebb filmszerepei közé tartozik az Igazából szerelem című romantikus film, valamint Newt az Útvesztő-filmsorozatban. Szerepelt a Fényes csillag (2009), Paul McCartneyként a John Lennon – A fiatal évek (2009) és az Egy szuperhős halála (2011) című filmekben is.

## Élete
Londonban született 1990. május 16-án. A Brodie eredetileg a középső neve volt. Egy húga van, Ava. Szülei, Anastasia „Kati” (Bertram) és Mark Ernest Sangster szintén színészek.
Anyai oldalról Hugh Grant másodunokatestvére.
Sangster basszusgitáron és gitáron is játszik. Megtanult bal kézzel is játszani, hogy a balkezes Paul McCartneyt játszhassa a John Lennon – A fiatal évek című életrajzi filmben.

## Filmográfia

### Film
| Év   | Magyar cím                          | Eredeti cím                               | Szerep                    | Magyar hang   |
| ---- | ----------------------------------- | ----------------------------------------- | ------------------------- | ------------- |
| 2003 | Igazából szerelem                   | Love Actually                             | Sam                       | Morvay Gábor  |
| 2005 | Nanny McPhee – A varázsdada         | Nanny McPhee                              | Simon Brown               | Morvay Gábor  |
| 2006 | Molly és Emily                      | Molly: An American Girl on the Home Front | fiú a betűzőversenyen     |               |
| 2006 | Trisztán és Izolda                  | Tristan & Isolde                          | Trisztán fiatalon         |               |
| 2007 | Az utolsó légió                     | The Last Legion                           | Romulus Augustus          | Morvay Bence  |
| 2009 | Fényes csillag                      | Bright Star                               | Samuel Brawne             | Morvay Bence  |
| 2009 | John Lennon – A fiatal évek         | Nowhere Boy                               | Paul McCartney            | Baráth István |
| 2011 | Rejtekhely – Az utolsó fiú          | Hideaways                                 | Liam                      |               |
| 2011 | Egy szuperhős halála                | Death of a Superhero                      | Donald Clarke             |               |
| 2011 |                                     | Albatross                                 | Mark                      |               |
| 2012 | Számkivetettek                      | The Baytown Outlaws                       | Rob                       | Nagy Gereben  |
| 2014 |                                     | Phantom Halo                              | Samuel Emerson            |               |
| 2014 | Az útvesztő                         | The Maze Runner                           | Newt                      | Timon Barna   |
| 2015 | Az útvesztő: Tűzpróba               | Maze Runner: The Scorch Trials            | Newt                      | Timon Barna   |
| 2015 | Star Wars VII. rész – Az ébredő Erő | Star Wars: The Force Awakens              | Thanisson tizedes (cameo) |               |
| 2018 | Az útvesztő: Halálkúra              | Maze Runner: The Death Cure               | Newt                      | Timon Barna   |
| 2020 | Sárkánylovas                        | Dragon Rider                              | Firedrake (hangja)        |               |
| 2025 | Egérfutam                           | Grand Prix of Europe                      | Ed (hangja)               | Csiby Gergely |

Rövidfilmek
- Mrs. Meitlemeihr (2002) – fiú
- The Alchemistic Suitcase (2009) – fiú
- My Left Hand Man (2011) – Samuel Emerson
- The Ugly Duckling (2013) – rút kiskacsa
- Orbit Ever After (2013) – Nigel

### Televízió
| Év        | Magyar cím                       | Eredeti cím                                            | Szerep                            | Megjegyzések                                  |
| --------- | -------------------------------- | ------------------------------------------------------ | --------------------------------- | --------------------------------------------- |
| 2001      | Vasutas Jim                      | Station Jim                                            | Henry                             | tévéfilm                                      |
| 2001      | A képeslapok csodája             | The Miracle of the Cards                               | Craig Shergold                    | tévéfilm                                      |
| 2002      |                                  | Stig of the Dump                                       | Barney                            | minisorozat                                   |
| 2002      | A szeretet ereje                 | Bobbie's Girl                                          | Alan                              | tévéfilm                                      |
| 2002      |                                  | London's Burning                                       | Stephen                           | 1 epizód                                      |
| 2003      | Hitler – A sátán felemelkedése   | Hitler: The Rise of Evil                               | Adolf Hitler fiatalon             | tévéfilm                                      |
| 2003      | Sakk-matt                        | Entrusted                                              | Thomas von Gall                   | - tévéfilm - magyar hangja: - Morvay Gábor    |
| 2003      | Terrorkommandó                   | Ultimate Force                                         | Gabriel                           | 1 epizód                                      |
| 2004      | Fiú tollakkal                    | Feather Boy                                            | Robert Nobel                      | minisorozat                                   |
| 2005      |                                  | Julian Fellowes Investigates: A Most Mysterious Murder | John Duff                         | 1 epizód                                      |
| 2007      | Ki vagy, doki?                   | Doctor Who                                             | Tim Latimer                       | 2 epizód                                      |
| 2007–2015 | Phineas és Ferb                  | Phineas and Ferb                                       | Ferb Fletcher (hangja)            | főszereplő                                    |
| 2008      | Pinokkió                         | Pinocchio                                              | Kanóc                             | tévéfilm                                      |
| 2010      |                                  | Some Dogs Bite                                         | Casey                             | tévéfilm                                      |
| 2011      | Lewis – az oxfordi nyomozó       | Lewis                                                  | Adam Douglas                      | 1 epizód                                      |
| 2011      | Phineas és Ferb a 2. dimenzióban | Phineas and Ferb the Movie: Across the 2nd Dimension   | Ferb Fletcher (hangja)            | - tévéfilm - magyar hangja: - Timon Barna     |
| 2012      |                                  | Accused                                                | Jake Murray                       | 2 epizód                                      |
| 2013–2014 | Trónok harca                     | Game of Thrones                                        | Jojen Reed                        | visszatérő szereplő (3–4. évad)               |
| 2014      | Amerikai fater                   | American Dad!                                          | ismeretlen szinkronhang           | 1 epizód                                      |
| 2015–2020 |                                  | Thunderbirds Are Go                                    | John Tracy / Dobbs kalóz (hangja) | főszereplő                                    |
| 2015–2024 | Farkasbőrben                     | Wolf Hall                                              | Rafe Sadler                       | - minisorozat - magyar hangja: - Bogdán Gergő |
| 2017      |                                  | Red Nose Day Actually                                  | Sam                               | rövidfilm                                     |
| 2017      | Isten nélkül                     | Godless                                                | Whitey Winn                       | minisorozat (7 epizód)                        |
| 2020      | A vezércsel                      | The Queen's Gambit                                     | Benny Watts                       | minisorozat (4 epizód)                        |
| 2022      |                                  | Pistol                                                 | Malcolm McLaren                   | minisorozat (6 epizód)                        |
| 2022      | A közbekotyogó kiscsibe          | Interrupting Chicken                                   | tanítvány (hangja)                | 1 epizód                                      |
| 2023–     | Az agyafúrt vagány               | The Artful Dodger                                      | Jack Dawkins                      | főszereplő (8 epizód)                         |

## Fordítás
Ez a szócikk részben vagy egészben  a   Thomas Brodie-Sangster című angol Wikipédia-szócikk fordításán alapul.  Az eredeti cikk szerkesztőit annak laptörténete sorolja fel. Ez a jelzés csupán a megfogalmazás eredetét és a szerzői jogokat jelzi, nem szolgál a cikkben szereplő információk forrásmegjelöléseként.